# Tilétamine
La tilétamine est un anesthésique dissociatif, pharmacologiquement classée comme un antagoniste des récepteurs glutamatergiques de type NMDA. Elle est apparentée chimiquement et pharmacologiquement à d'autres anesthésiques de la famille des arylcyclohexylamines, tout comme la kétamine et la  PCP.
Le chlorhydrate de tilétamine existe sous forme de cristaux blancs inodores. Il est retrouvé dans une spécialité injectable américaine nommée Télazol (tilétamine/zolazépam, 50 mg/ml de chacun dans des flacons de 5 ml) et utilisée en anesthésie vétérinaire chez les chats et les chiens,,.
En France, cette même combinaison tilétamine/zolazépam est commercialisée dans une spécialité nommée Zolétil qui se décline en trois dosages.
Le chlorhydrate de tilétamine est parfois utilisé en combinaison avec de la xylazine (Rompun) pour tranquilliser les grands mammifères tels que les ours polaires ou le bison des bois.
Le Télazol est la seule spécialité contenant de la tilétamine disponible aux États-Unis ; il en va de même pour le Zolétil en Europe. Ces spécialités sont contre-indiquées chez les patients affectés d'un score ASA III ou plus et chez les animaux présentant des troubles du système nerveux central, de l'hyperthyroïdie, des maladies cardiaques, des pathologies pancréatiques ou rénales, une grossesse, un glaucome ou des lésions oculaires pénétrantes. 
L'abus de tilétamine a été documenté. Les produits contenant cette molécule sont classés à l'annexe III des substances réglementées aux États-Unis.
En France, le Zolétil figure sur la liste des médicaments toxiques (liste I) ; sa délivrance est interdite au public et sa prescription est exclusivement réservée aux vétérinaires.